# Championnats d'Asie d'athlétisme 2005
Navigation
Les 16e Championnats d'Asie d'athlétisme se sont déroulés à Incheon, en Corée du Sud en 2005. 

## Résultats

### Hommes
| Event | Or                                                                 | Or            | Argent                                                                                          | Argent         | Bronze                                                                                   | Bronze              |
| --- | ------------------------------------------------------------------ | ------------- | ----------------------------------------------------------------------------------------------- | -------------- | ---------------------------------------------------------------------------------------- | ------------------- |
| 100 m | Yahya al-Gahes Arabie saoudite                                     | 10 s 39       | Shingo Suetsugu Japon                                                                           | 10 s 42        | Khalid Yousef Al-Obaidli Qatar                                                           | 10 s 45             |
| 200 m | Hamed Hamdan al-Bishi Arabie saoudite                              | 20 s 66       | Tatsuro Yoshino Japon                                                                           | 20 s 68        | Yang Yaozu Chine                                                                         | 20 s 85             |
| 400 m | Yūzō Kanemaru Japon                                                | 46 s 04       | Prasanna Amarasekara Sri Lanka                                                                  | 46 s 48        | Rohan Pradeep Kumara Sri Lanka                                                           | 46 s 52             |
| 800 m | Majed Saeed Sultan Qatar                                           | 1 min 44 s 27 | Abdulrahman Suleiman Qatar                                                                      | 1 min 44 s 73  | Sajjad Moradi Iran                                                                       | 1 min 44 s 74       |
| 1500 m | Ali Abu Bakr Kamal Qatar                                           | 3 min 44 s 24 | Adnan Taess Akkar Iraq                                                                          | 3 min 44 s 57  | Nasser Shams Karim Qatar                                                                 | 3 min 46 s 09       |
| 5000 m | James Kwalia Qatar                                                 | 14 min 8 s 56 | Daham Najim Bashir Qatar                                                                        | 14 min 15 s 92 | Wu Wen-Chien TPE                                                                         | 14 min 32 s 43      |
| 10 000 m | Essa Ismail Rashed Qatar                                           | 29 min 3 s 60 | Moukheld al-Outaibi Arabie saoudite                                                             | 29 min 4 s 85  | Ali Saadoun al-Dawoodi Qatar                                                             | 29 min 5 s 93       |
| 3000 m steeple | Moussa Omar Obaid Qatar                                            | 8 min 33 s 62 | Mustafa Ahmed Shebto Qatar                                                                      | 8 min 40 s 86  | Wu Wen-Chien TPE                                                                         | 8 min 42 s 96       |
| 110 m haies | Liu Xiang Chine                                                    | 13 s 30       | Shi Dongpeng Chine                                                                              | 13 s 44        | Rouhollah Askari Iran                                                                    | 13 s 89             |
| 400 m haies | Hadi Soua'an al-Somaily Arabie saoudite                            | 49 s 16       | Yevgeniy Meleshenko Kazakhstan                                                                  | 49 s 18        | Zhang Shibao Chine                                                                       | 49 s 65             |
| 20 km marche | Lu Ronghua Chine                                                   | 1 h 25 min 30 | Kim Hyun-sub Corée du Sud                                                                       | 1 h 25 min 41  | Zhang Hong Chine                                                                         | 1 h 27 min 14       |
| 4 × 100 m | Japon Kazuyoshi Hidaka Tatsuro Yoshino Yusuke Omae Shingo Suetsugu | 39 s 10       | Thaïlande Seksan Wongsala Wachara Sondee Ekkachai Janthana Sittichai Suwonprateep               | 39 s 23        | Arabie saoudite Farag Al-Dosari Mubarak Ata Mubarak Yahya al-Gahes Hamed Hamdan al-Bishi | 39 s 25             |
| 4 × 400 m | Japon Yūki Yamaguchi Yūzō Kanemaru Hideo Togashi Mitsuhiro Sato    | 3 min 3 s 51  | Sri Lanka Rohan Pradeep Kumara Rohitha Pushpakumara Manura Kuranage Perera Prasanna Amarasekara | 3 min 4 s 12   | Inde Anil Kumar Rohil Bhupinder Singh Satbir Singh Patlavath Shankar                     | 3 min 7 s 45        |
| Saut en hauteur | Manjula Kumara Sri Lanka                                           | 2,27 m NR     | Naoyuki Daigo Japon                                                                             | 2,23 m         | Zhang Shufeng Chine                                                                      | 2,23 m              |
| Saut à la perche | Daichi Sawano Japon                                                | 5,40 m        | Zhang Hongwei Chine                                                                             | 5,20 m         | Takehito Ariki Japon                                                                     | 5,20 m              |
| Saut en longueur | Ahmad Fayaz Marzouk Arabie saoudite                                | 7,98 m        | Oh Sang-Won Corée du Sud                                                                        | 7,87 m         | Zhou Can Chine                                                                           | 7,83 m              |
| Triple saut | Gu Junjie Chine                                                    | w 16,90 m     | Kazuyoshi Ishikawa Japon                                                                        | 16,88 m        | Kim Deok-Hyeon Corée du Sud                                                              | 16,78 m             |
| Lancer du poids | Khalid Habash al-Suwaidi Qatar                                     | 19,45 m       | Navpreet Singh Inde                                                                             | 19,40 m        | Zhang Qi Chine                                                                           | 19,02 m             |
| Lancer du disque | Ehsan Hadadi Iran                                                  | 65,25 m AR    | Vikas Gowda Inde                                                                                | 62,84 m        | Anil Kumar Inde                                                                          | disqualifié en 2007 |
| Lancer du marteau | Ali al-Zinkawi Koweït                                              | 71,74 m       | Dilshod Nazarov Tadjikistan                                                                     | 71,38 m        | Hiroaki Doi Japon                                                                        | 68,50 m             |
| Lancer du javelot | Li Rongxiang Chine                                                 | 78,28 m       | Jung Sang-Jin Corée du Sud                                                                      | 76,85 m        | Jagdish Bishnoi Inde                                                                     | 74,83 m             |
| Décathlon | Pavel Andreev Ouzbékistan                                          | 7744 pts      | Kim Kun-woo Corée du Sud                                                                        | 7694 pts       | Hiromasa Tanaka Japon                                                                    | 7351 pts            |
| Records et Performances - AR : Record continental (area record) - CR : Record des championnats (championship record) - MR : Record du meeting (meet record) - NR : Record national (national record) - OR : Record olympique (olympic record) - PR : Record paralympique (paralympic record) - PB : Record personnel (personal best) - SB : Meilleure performance personnelle de la saison (season's best) - WL : Meilleure performance mondiale de l'année (world leader) - WJR : Record du monde junior (world junior record) - WR : Record du monde (world record) Circonstances et Conditions - DNF : N'a pas terminé (did not finish) - DNS : N'a pas pris le départ (did not start) - DQ : Disqualification (disqualification) - NM : Aucun essai valable enregistré (No Mark) - Q : Qualifié « directement » au prochain tour (ou à la prochaine compétition), lors d'une compétition majeure, grâce au classement ou à la réalisation des minima (automatic qualifier) - q : Qualifié au prochain tour (ou à la prochaine compétition), lors d'une compétition majeure, grâce au repêchage ou à la réalisation de l'une des meilleures performances parmi celles des « non qualifiés directement » (grâce au meilleur temps ou à la meilleure distance par exemple) (secondary qualifier) |                                                                    |               |                                                                                                 |                |                                                                                          |                     |

### Femmes
| Event | Or                                                                                | Or             | Argent                                                                                      | Argent         | Bronze                                                     | Bronze         |
| --- | --------------------------------------------------------------------------------- | -------------- | ------------------------------------------------------------------------------------------- | -------------- | ---------------------------------------------------------- | -------------- |
| 100 m | Qin Wangping Chine                                                                | 11 s 47        | Guzel Khubbieva Ouzbékistan                                                                 | 11 s 56        | Liang Yi Chine                                             | 11 s 62        |
| 200 m | Damayanthi Dharsha Sri Lanka                                                      | 23 s 21        | Guzel Khubbieva Ouzbékistan                                                                 | 23 s 43        | Ni Xiaoli Chine                                            | 23 s 58        |
| 400 m | Manjeet Kaur Inde                                                                 | 51 s 50        | Satti Geetha Inde                                                                           | 51 s 75        | Asami Tanno Japon                                          | 52 s 91        |
| 800 m | Miho Sugimori Japon                                                               | 2 min 01 s 84  | Santhi Soundarajan Inde                                                                     | 2 min 04 s 01  | Zamira Amirova Ouzbékistan                                 | 2 min 04 s 22  |
| 1500 m | Miho Sugimori Japon                                                               | 4 min 12 s 69  | Svetlana Lukasheva Kazakhstan                                                               | 4 min 13 s 83  | Yuriko Kobayashi Japon                                     | 4 min 14 s 15  |
| 5000 m | Bai Xue Chine                                                                     | 15 min 40 s 89 | Lee Eun-Jung Corée du Sud                                                                   | 15 min 41 s 67 | Yumi Sato Japon                                            | 15 min 47 s 14 |
| 10 000 m | Bai Xue Chine                                                                     | 33 min 34 s 74 | Yumi Sato Japon                                                                             | 33 min 42 s 11 | Ham Bong-Sil Corée du Nord                                 | 34 min 35 s 30 |
| 100 m haies | Su Yiping Chine                                                                   | 13 s 30        | Lee Yeon-Kyoung Corée du Sud                                                                | 13 s 38        | Kumiko Ikeda Japon                                         | 13 s 54        |
| 400 m haies | Huang Xiaoxiao Chine                                                              | 55 s 63        | Noraseela Khalid Malaisie                                                                   | 56 s 39        | Makiko Yoshida Japon                                       | 56 s 85        |
| 20 km marche | He Dan Chine                                                                      | 1 h 34 min 25  | Tang Yinghua Chine                                                                          | 1 h 34 min 50  | Svetlana Tolstaya Kazakhstan                               | 1 h 36 min 39  |
| 4 × 100 m | Thaïlande Sangwan Jaksunin Orranut Klomdee Juthamas Thavoncharoen Nongnuch Sanrat | 44 s 18        | Chine Jiang Zhiying Liang Yi Ni Xiaoli Qin Wangping                                         | 44 s 24        | Japon Tomoko Ota Sakie Nobuoka Yuka Sato Rina Fujimaki     | 44 s 85        |
| 4 × 400 m | Inde Rajwinder Kaur Sathi Geetha Chitra K. Soman Manjeet Kaur                     | 3 min 30 s 93  | Kazakhstan Natalya Torshina-Alimzhanova Anna Gavriushenko Tatyana Roslanova Olga Tereshkova | 3 min 32 s 61  | Japon Satomi Kubokura Asami Tanno Mayu Kida Makiko Yoshida | 3 min 33 s 54  |
| Saut en hauteur | Tatyana Efimenko Kirghizistan                                                     | 1,92 m         | Jing Xuezhu Chine                                                                           | 1,92 m         | Anna Ustinova Kazakhstan                                   | 1,84 m         |
| Saut à la perche | Gao Shuying Chine                                                                 | 4,53 m CR      | Chang Ko-Hsin TPE                                                                           | 4,10 m NR=     | Roslinda Samsu Malaisie                                    | 4,10 m         |
| Saut en longueur | Anju Bobby George Inde                                                            | 6,65 m         | Marestella Torres Philippines                                                               | 6,63 m NR      | Kumiko Ikeda Japon                                         | 6,52 m         |
| Triple saut | Xie Limei Chine                                                                   | 14,38 m        | Anastasiya Zhuravlyeva Ouzbékistan                                                          | 14,14 m        | Huang Qiuyan Chine                                         | 13,75 m        |
| Lancer du poids | Li Meiju Chine                                                                    | 18,64 m        | Zhang Guirong Singapour                                                                     | 18,57 m        | Li Ling Chine                                              | 18,04 m        |
| Lancer du disque | Song Aimin Chine                                                                  | 65,15 m CR     | Sun Taifeng Chine                                                                           | 59,09 m        | Krishna Poonia Inde                                        | 57,67 m        |
| Lancer du marteau | Zhang Wenxiu Chine                                                                | 70,05 m        | Gu Yuan Chine                                                                               | 63,89 m        | Yuka Murofushi Japon                                       | 62,62 m        |
| Lancer du javelot | Park Ho-Hyun Corée du Sud                                                         | 55,58 m        | Lee Young-Sun Corée du Sud                                                                  | 55,29 m        | Anne Maheshi De Silva Sri Lanka                            | 54,86 m        |
| Heptathlon | Soma Biswas Inde                                                                  | 5377 pts       | Sushmita Singha Roy Inde                                                                    | 5308 pts       | Watcharaporn Masim Thaïlande                               | 5279 pts       |
| Records et Performances - AR : Record continental (area record) - CR : Record des championnats (championship record) - MR : Record du meeting (meet record) - NR : Record national (national record) - OR : Record olympique (olympic record) - PR : Record paralympique (paralympic record) - PB : Record personnel (personal best) - SB : Meilleure performance personnelle de la saison (season's best) - WL : Meilleure performance mondiale de l'année (world leader) - WJR : Record du monde junior (world junior record) - WR : Record du monde (world record) Circonstances et Conditions - DNF : N'a pas terminé (did not finish) - DNS : N'a pas pris le départ (did not start) - DQ : Disqualification (disqualification) - NM : Aucun essai valable enregistré (No Mark) - Q : Qualifié « directement » au prochain tour (ou à la prochaine compétition), lors d'une compétition majeure, grâce au classement ou à la réalisation des minima (automatic qualifier) - q : Qualifié au prochain tour (ou à la prochaine compétition), lors d'une compétition majeure, grâce au repêchage ou à la réalisation de l'une des meilleures performances parmi celles des « non qualifiés directement » (grâce au meilleur temps ou à la meilleure distance par exemple) (secondary qualifier) |                                                                                   |                |                                                                                             |                |                                                            |                |

## Tableau des médailles
| Rang | Nation | Or | Argent | Bronze | Total |
| ---- | ------ | -- | ------ | ------ | ----- |
| 1    | CHN    | 15 | 7      | 10     | 32    |
| 2    | JPN    | 6  | 5      | 12     | 23    |
| 3    | QAT    | 6  | 3      | 3      | 11    |
| 4    | IND    | 4  | 5      | 4      | 13    |
| 5    | KSA    | 4  | 1      | 1      | 6     |
| 6    | SRI    | 2  | 2      | 2      | 6     |
| 7    | KOR    | 1  | 7      | 1      | 9     |
| 8    | UZB    | 1  | 3      | 1      | 5     |
| 9    | THA    | 1  | 1      | 1      | 3     |
| 10   | IRI    | 1  | 0      | 2      | 3     |
| 11=  | KGZ    | 1  | 0      | 0      | 1     |
| 11=  | KUW    | 1  | 0      | 0      | 1     |
| 13   | KAZ    | 0  | 3      | 2      | 5     |
| 14   | TPE    | 0  | 1      | 2      | 3     |
| 15   | MAS    | 0  | 1      | 1      | 2     |
| 16=  | IRQ    | 0  | 1      | 0      | 1     |
| 16=  | PHI    | 0  | 1      | 0      | 1     |
| 16=  | SIN    | 0  | 1      | 0      | 1     |
| 16=  | TJK    | 0  | 1      | 0      | 1     |
| 20   | PRK    | 0  | 0      | 1      | 1     |